# Bethlehem Sparrows Point Shipyard
 (janvier 2016).
Bethlehem Sparrows Point Shipyard est une entreprise américaine spécialisée dans la construction navale fondée en 1887 à Sparrows Point dans le Maryland, sous le nom de Maryland Steel. Elle est rachetée par Bethlehem Shipbuilding Corporation en 1916 et rebaptisée. L'entreprise est de nouveau vendue en 1997 à Baltimore Marine Industries. À la suite de la banqueroute de cette dernière en 2003, l'entreprise est rachetée par Barletta Industries.

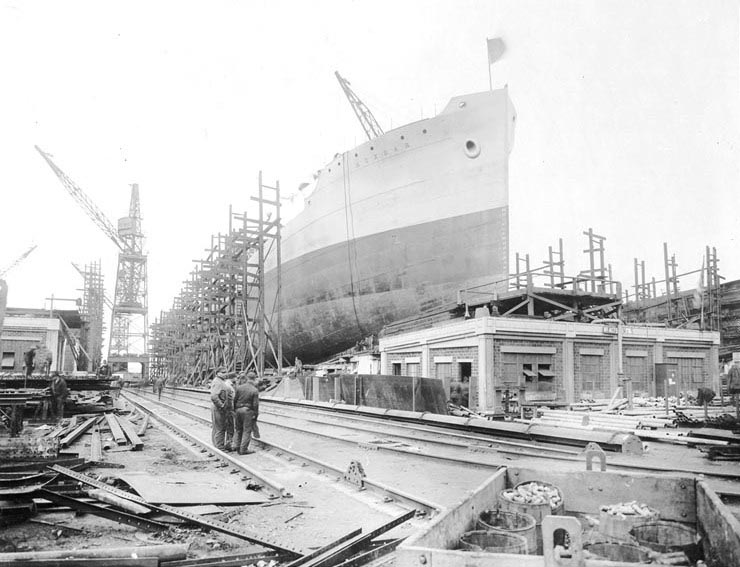
SS Hoxbar prêt pour le lancement à Sparrows Point, Maryland, 15 février 1919